# 螣蛇一
螣蛇一（蝎虎座α），希臘語的正字法拉丁化源自α Lacertae'，是在星座蝎虎座的一顆白色恆星，距離太陽103光年，是孤獨的一顆單星。它是蝎虎座最亮的恆星，視星等為3.76。這顆恆星正在以-4.5km/s的日心徑向速度向地球靠近。
這是一顆普通的A型主序星，恆星分類為A1V， 這表明它正在通過其恆星核心的氫融合產生能量。它大約是4億年的歷史，自轉速率相對較高，顯示投影旋轉速度為128km/s。這顆恆星的質量是2.2倍太陽質量，半徑是太陽半徑的2.1倍。它從它的光球輻射出28倍的太陽光度，其表面有效溫度為9,050 K。
螣蛇一有一顆目視伴星，CCDM J22313 + 5017B，光譜類型A和視星等11.8，距離大約36角秒遠。這顆伴星是光學的，只是一種偶然的視線巧合。

## 命名
螣蛇一是中國的名稱。它的拜耳名稱是蝎虎座α；它的佛氏名稱蝎虎7。在中文，螣蛇 ，意思是飛天之蛇，指的是由螣蛇一（蝎虎座α）、蝎虎4、天鵝座π2、天鵝座π1、HD 206267、仙王座ε、蝎虎座β、仙后座σ、仙后座ρ、仙后座τ、仙后座AR、蝎虎座9、仙女座3、仙女座7、仙女座8、仙女座λ、仙女座ψ、仙女座κ、和仙女座ι。因此，蝎虎座α的中文名，螣蛇一，意思是飛天之蛇的第一顆星。

## 外部連結
- Kaler, James B., , STARS (University of Illinois),   [2019-02-04], （原始内容存档于2022-12-05）.